# 스펀지 (텔레비전 프로그램)
《스펀지》는 2003년 11월 8일부터 2012년 9월 21일까지 방송되었던 예능 프로그램이다.

## 어원
'스펀지'의 뜻은 바쁜 일상에 딱딱하게 굳어진 현대인의 뇌를 재미있는 지식을 통해 스펀지처럼 말랑말랑하게 해준다는 의미, 스페셜, 펀한, 지식(특별하고 재미있는 지식, 배크로님) 등 두 가지 뜻이 있다. 또한 지식과 오락을 접목시킨 인포테인먼트 형식의 대표적인 성공사례이기도 하다.

## 개요
2003년 가을 개편을 맞아 신설된 여러 프로그램들 중 하나로, 2003년 11월 8일에 처음 방송되었으며, 초창기에는 이혁재, 이휘재와 여자 아나운서(황수경, 김경란, 고민정, 이정민 등)가 진행을 하며, 몇 명의 패널들이 주어진 문제의 빈칸을 맞추는 형식으로 진행되었는데 이휘재에 앞서 이경규가 메인 MC 물망에 올랐지만 고사했다. 일반인들이 잘 모르고 있는 재미있는 사실들을 인터넷을 통해 제보받아 소개하며, 그 사실들을 전문가들의 조언을 얻거나 직접 실험을 통해 확인하는 과정이 흥미로웠기 때문에 시청자들의 꾸준한 관심을 받았다. 방송이 인기를 끌면서, 동아일보에서 문고판 판형의 단행본으로 출판되었으며, 만화로도 나왔다. (유행어 : 빛나라 지식의 별~!! [하트 특집 유행어 : 빛나라 사랑의 하트~!!])
하락세와 프로그램 개편
2005년까지는 20%대를 유지하여 동시간대 1위를 하였고 화제성도 높았으나, 2006년부터 여러 이유들로 시청률과 화제성이 떨어지기 시작했으며, 결국 약간의 부분 개편을 했지만, 그래도 시청률과 화제성은 오르지 못했다. 결국 이러한 이유로 인해 2007년 11월, 《스펀지 2.0》으로 개편하였다. 기존에 진행하던 네모 퀴즈를 폐지하고 재연 드라마의 여러 방식으로 지식과 정보를 전달하는 데 치중을 두었다. 2009년 봄 개편부터는 방송 시간이 매주 토요일 저녁 6시 40분에서 매주 금요일 밤 8시 50분으로 변경과 동시에 정은아가 빠진 대신 김경란 아나운서가 컴백했다. 하지만 여전히 부진을 면치 못했고, 게다가 프로그램의 질도 낮아져 여러 논란도 커지자 2010년 봄 개편 때 프로그램 명칭을 《스펀지 0》(제로)로 변경하였다. 그러다가 2012년 2월 3일에 방송한 415회에서 프로그램 제목을 《스펀지》로 환원하였다. 이후 소재 고갈의 문제가 드러나면서 끝내 2012년 9월 21일 방송분을 마지막으로 폐지하였다.

## 방송 시간
| 방송 채널 | 방송 기간                          | 방송 시간                            |
| --------- | ---------------------------------- | ------------------------------------ |
| KBS 2TV   | 2003년 11월 8일 ~ 2005년 4월 30일  | 매주 토요일 저녁 6시 40분 ~ 7시 50분 |
| KBS 2TV   | 2005년 5월 7일 ~ 2006년 11월 18일  | 매주 토요일 저녁 6시 45분 ~ 7시 55분 |
| KBS 2TV   | 2007년 5월 5일 ~ 2007년 11월 3일   | 매주 토요일 저녁 6시 45분 ~ 7시 55분 |
| KBS 2TV   | 2005년 7월 9일 ~ 2005년 10월 29일  | 매주 토요일 저녁 6시 40분 ~ 7시 55분 |
| KBS 2TV   | 2006년 11월 25일 ~ 2007년 4월 28일 | 매주 토요일 저녁 6시 35분 ~ 7시 55분 |
| KBS 2TV   | 2007년 11월 10일 ~ 2008년 3월 29일 | 매주 토요일 저녁 6시 35분 ~ 7시 55분 |
| KBS 2TV   | 2008년 11월 22일 ~ 2009년 4월 18일 | 매주 토요일 저녁 6시 35분 ~ 7시 55분 |
| KBS 2TV   | 2006년 3월 18일 ~ 2006년 11월 18일 | 매주 토요일 저녁 6시 30분 ~ 7시 55분 |
| KBS 2TV   | 2008년 4월 5일 ~ 2008년 8월 16일   | 매주 토요일 저녁 6시 40분 ~ 7시 55분 |
| KBS 2TV   | 2008년 8월 30일 ~ 2008년 11월 15일 | 매주 토요일 저녁 6시 40분 ~ 7시 55분 |
| KBS 2TV   | 2009년 4월 24일 ~ 2009년 10월 16일 | 매주 금요일 밤 9시 ~ 9시 55분        |
| KBS 2TV   | 2009년 10월 30일 ~ 2010년 5월 7일  | 매주 금요일 밤 8시 50분 ~ 9시 55분   |
| KBS 2TV   | 2012년 3월 2일 ~ 2012년 9월 21일   | 매주 금요일 밤 8시 50분 ~ 9시 55분   |
| KBS 2TV   | 2010년 5월 14일 ~ 2011년 11월 4일  | 매주 금요일 밤 8시 50분 ~ 9시 50분   |
| KBS 2TV   | 2011년 11월 11일 ~ 2012년 2월 24일 | 매주 금요일 밤 8시 55분 ~ 9시 55분   |

## 역대 코너
(구) 스펀지
- 스펀지 연구소 : 어느 한 가지 주제를 깊게 분석하는 코너다.
- 미스터리 실험실
- 초간단 스펀지 - 너 그거 아니? : 시청자들의 다양한 제보를 실험하는 코너다.
- 액션 스펀지
- 셀프 스펀지 : 시청자들이 직접 동영상을 만들어 올린 것을 방송하는 코너다.
- 스펀지 인기 검색어 : 한 주간 네이버 에서 가장 많이 검색한 단어를 방송하는 코너다.
- 감정단 50인이 제보를 평가하여 5개의 별(하트)로 평가하는데 10명이 동의하면 별(하트) 1개와 5명은 별(하트) 반 개다.

별(하트) 5개를 받는 제보를 보낸 제보자에게는 100만 원의 지식 개발금을 받는다.
- 중간에 연예인 패널들이 지식을 평가하는 형식으로 바뀌었으며, 한사람당 최대 10개까지 줄 수 있었다.

만점은 50개로 100만 원과 1개당 만원의 지식 개발금을 주었다. 그 뒤 다시 원래 형식으로 바뀌었다.
스펀지 2.0
- 공부 잘하는 법
- 얼굴 예뻐지는 법
- 무서운 스펀지
- 네모의 비밀
- 스펀지 2.0 그랑프리
- 무료 이색 사이트 : 세계 여러 사이트 중 신기하고 별난 사이트를 소개하는 코너다.
- 식(食)펀지
- 막 사용 설명서 : 우리가 자주 쓰는 도구들의 새로운 사용법을 소개하는 코너다.
- 마술의 비밀
- 2010 미스터리 실험실

스펀지 0
- 황당 궁금 황금 제보
- 스마트 검색어 (구글코리아 제공)
- 스펀지 네모 로드 : 전국 방방곡곡을 다니며, 주제와 관련된 신기하고 놀라운 것을 찾는 코너로 2주에 걸쳐 방송된다. 초기에는 박철이 출연하였으며, 중도에는 허준이 출연하였다.
- 도전! 지식 제보금 100만 원 : 8명 중 6명의 패널들이 시청자들의 제보를 보고 OX로 감정하는 코너다. 제보자는 최소 1원과 최대 100만 원을 받는다.
- 뉴 황금 제보 : 시청자들의 다양한 제보를 실험하는 코너다. 중반부 때는 황금 제보를 보고 진실인지 거짓인지 감정하는 형식이었다. 8명의 패널들이 만장일치로 인정하면 그제보를 보내 준 제보자에게는 황금바를 받는다.
- 인펀지 : 인간 내면의 본성을 적나라하게 드러내는 인간 실험 코너로 누구나 감추고 있지만 숨길 순 없는 인간 본성에 대한 탐구를 해보는 기획 코너다.

(신) 스펀지
- 최신판
- 스펀지 미궁
- 한 점 승부
- 코리아 스펀지
- 밝히는 스펀지
- 스펀지 종지부
- 스펀지 하우

## 진행자
| 기수 | 진행자 | 진행자 | 진행자 | 진행 기간                          |
| ---- | ------ | ------ | ------ | ---------------------------------- |
| 1기  | 이휘재 | 이혁재 | 황수경 | 2003년 11월 8일 ~ 2004년 8월 21일  |
| 2기  | 이휘재 | 이혁재 | 김경란 | 2004년 8월 28일 ~ 2006년 12월 30일 |
| 3기  | 이휘재 | 이혁재 | 고민정 | 2007년 1월 6일 ~ 2007년 4월 28일   |
| 4기  | 이휘재 | 이혁재 | 이정민 | 2007년 5월 5일 ~ 2007년 11월 3일   |
| 5기  | 이휘재 | 정은아 | 정은아 | 2007년 11월 10일 ~ 2009년 4월 18일 |
| 6기  | 이휘재 | 김경란 | 김경란 | 2009년 4월 24일 ~ 2012년 9월 21일  |

## 출연자
(구) 스펀지
- 김나운
- 홍록기
- 홍지호
- 김효진

스펀지 2.0
- 조원석
- 홍록기
- 이지연

스펀지 제로
- 김태훈
- 조향기
- 허경환
- 김나영
- 김형인
- 이만기
- 박철
- 허준
- 김정민
- 김준호
- 김원효
- 티아
- 김준현
- 지상렬
- 이기찬
- 김경진

(신) 스펀지
- 전수경
- 박준규
- 김나영

## 특이 사항
시청 등급
이 프로그램은 345회까지 방송 내용과 상관없이 시청 등급을 모든 연령 시청가로 분류하였으며, 346회부터 방송 내용을 기준으로 시청 등급을 분류하였다.
- 모든 연령 시청가 : 아래 방송분을 제외한 모든 방송분
- 7세 이상 시청가 : 387회
- 12세 이상 시청가 : 346회 ~ 348회, 356회, 383회, 388회, 389회, 391회 ~ 395회, 429회 ~ 433회, 435회, 437회 ~ 447회
- 15세 이상 시청가 : 354회, 378회, 434회, 436회

## 논란
표절 논란
소개된 지식 중에 상어가 건전지를 피한다는 내용은 일본 프로그램인 《트리비아의 샘》을 통해 소개된 것과 같다는 의혹이 일면서 《트리비아의 샘》을 표절한 것이 아니냐는 비난도 있었다.
마술 비법 공개
2008년 초부터 《스펀지 2.0》이 마술의 비법을 공개하는 코너를 신설하여 이를 통해 여러 마술의 비법을 공개하기 시작하였다. 그러나 공개되는 고급 마술 기법에 대한 저작권 침해 논란과 또 마술 비법이 알려지는 데 따른 관객들의 흥미 상실 등 막대한 피해가 예상되면서 대한민국의 마술계에서 마술 비법 공개를 반대하며, 《스펀지》에 거세게 항의하였으며, 한국마술협회는 《스펀지》에 출연하여 마술 비법을 공개하고 있던 마술사 최현우를 영구 제명 조치하였다. 마술계의 항의가 계속 거세지자 《스펀지》 제작진은 마술계에 공식적으로 사과를 하고 마술 공개 코너를 폐지했다. 이때 1978년생 프로 마술사 최현우도 마술 비법을 공개하고 있던 1986년생 마술사 최현우와 동일인물로 잘못 알고 있던 사람들의 빗발치는 항의를 받기도 했다.
죽음의 왈츠 연주
2010년 3월 12일에 방영한 325회에서는 존 스텀프가 만든 〈죽음의 왈츠〉를 실제로 연주할 수 있는지 확인하는 실험을 하였다. 죽음의 왈츠를 소개할 때 빠른 템포의 음악이 OST로 삽입되었는데 그 음악은 일본의 동인 게임 시리즈 동방프로젝트중 동방홍마향의 보스 테마곡인 《U.N.오웬은 그녀인가?》의 어레인지곡 《최종귀축 여동생 플랑드르 S》이다. 이 방송이 나간 후 《최종귀축 여동생 플랑드르 S》를 죽음의 왈츠로 착각하는 사람들이 많아졌다.
미역 괴담
2010년 6월 4일에 방영한 336회 방송에서는 《스펀지 0》(제로)가 한 네티즌의 실제 경험을 토대로 한 미역 괴담 분석을 위해 실제 실험을 감행하였다.
미역 괴담이란 한 네티즌이 배가 고파서 건미역을 먹었다가 그날 새벽에 구토 증세를 느끼고 먹은 것을 모두 토하였는데 뱃속에서 불어난 미역이 멈추지 않고 끊임없이 쏟아져 나와 병원에 실려간 경험담을 담고 있다.
이에 따라서 《스펀지 0》 제작진은 실제 75g의 건미역을 물에 담가 불린 결과, 1149.5g으로 불어났고 무려 15배 이상 팽창한 결과를 보여 출연진들을 경악케 했다. 제작진은 전문가의 의견을 토대로 "많은 양의 건미역을 먹게 되면, 위에서 부풀게 되고 부푼 미역 때문에 위가 쓰리다거나 메스꺼운 증상이 나타날 수 있다. 내용물이 역류할 수 있다"고 전하였다.
하지만 재연 과정 중 사실적인 묘사에 때문에 《스펀지 0》 시청자 게시판에는 항의 글이 쇄도하였으며, 시청자들은 "비위가 약한 편인데 보다가 채널 돌렸다", "혐오스러운 장면을 너무 진실하게 보여줬다", "그런 실험을 왜 하냐"는 등 다양한 의견을 게시판에 남기며 불쾌함을 드러냈다.
커플 실험
2011년 11월 11일에 방송한 404회의 〈인펀지〉 코너에서는 여자가 실수로 고가의 진열상품을 파손하였을 때 남자의 반응을 살펴보는 실험을 하였다. 시청자들은 실험 내용에 문제가 있다면서 "너무 여성 입장에서 실험을 진행한 것 같다", "남자를 너무 앞세우는 것 아니냐", "왜 이런 실험을 하는 거냐" 등 다양한 의견을 게시판에 남기며 불쾌함을 드러냈다.

## 참고 사항
- 예능 프로그램인 SBS TV의 TV 장학회는 해당 프로그램이 그랬던 것처럼 일본 후지TV <트리비아의 샘> 표절의혹을 사자[14] 1년을 넘기지 못하였는데 이 프로그램 사회자 유재석은 <스펀지> 메인 MC 물망에 한때 거론되었으나 고사하였다.

## 같이 보기
- 지식
- 논리학
- 과학
- 호기심 천국 (SBS, 1998년 ~ 2002년)
- 최고를 찾아라 (SBS, 2000년 ~ 2001년)
- MBC 뉴스데스크 대구·경북

| KBS 2TV 토요일 버라이어티 프로그램 | KBS 2TV 토요일 버라이어티 프로그램                                              | KBS 2TV 토요일 버라이어티 프로그램                   |
| 이전 작품                          | 작품명                                                                          | 다음 작품                                            |
| ---------------------------------- | ------------------------------------------------------------------------------- | ---------------------------------------------------- |
| 자유선언 토요대작전                | 스펀지 (2003년 11월 8일 ~ 2009년 4월 18일) (이후 토요일에서 금요일로 편성 이동) | 천하무적 토요일 (2009년 4월 25일 ~ 2010년 12월 25일) |